# Heliconius albidior
Heliconius albidior är en fjärilsart som beskrevs av Heinrich Neustetter 1928. Heliconius albidior ingår i släktet Heliconius och familjen praktfjärilar. Inga underarter finns listade i Catalogue of Life.